# Futura City
Futura City è stato un programma televisivo sulla tecnologia, andato in onda in seconda serata su Rai 2 dal 2004 al 2006.
Futura City presentava le meraviglie del futuro fondandosi sulla storia: la filosofia del programma, infatti, era guardare con attenzione e affetto al passato per comprendere il futuro.
Il conduttore era Gian Stefano Spoto, ex vicedirettore di Rai 2, giornalista, scrittore e inviato speciale, e il regista era Gabriele Cipollitti.